# 田辺小隅

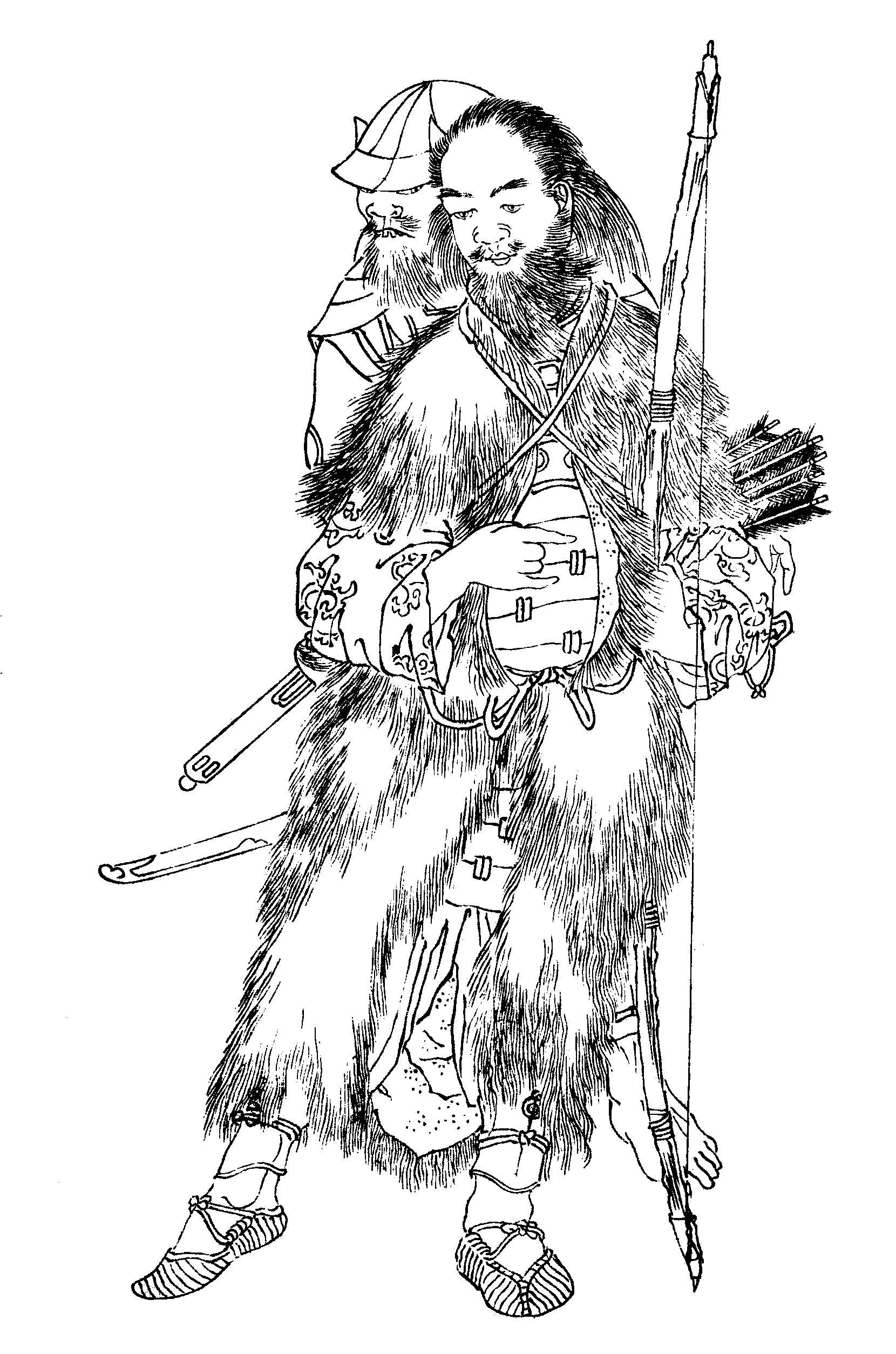
大野果安と田辺小隅

田辺小隅（たなべ の おすみ、生没年不詳）は、飛鳥時代の人物。旧仮名遣いでは「たなべのをすみ」。百済系田辺氏。672年の壬申の乱の際、大友皇子（弘文天皇）側につき、別将として倉歴と莿萩野で戦った。

## 経歴
田辺小隅が壬申の乱勃発時にどのような官職にあったかは不明である。乱の最中の7月5日、田辺小隅は近江国から伊賀国に向けて攻撃に出た。その頃大海人皇子側の軍事拠点は美濃国と倭（大和国）の二つに分かれており、伊賀は両者を連絡する要地であった。
近江から伊賀に出るときに通るのは倉歴道で、田中足麻呂が守っていた。小隅は隠密裏に前進し、田中の陣に夜襲をかけた。敵陣に突入した軍勢は、敵味方の区別のために「金」を合言葉とし、「金」と呼びかけて「金」と答えれば味方、答えなければ敵とみなした。足麻呂の軍は混乱して抵抗できなかった。
翌6日に、小隅は進んで莿萩野に到達した。莿萩野は伊賀の北部にあり、ここを占領すれば上述の連絡線を遮断できる。しかしそこは多品治が三千の兵と共に守備しており、小隅の進撃を阻止した。敗れた小隅の軍は追撃を受け、小隅は独り免れて逃げた。これ以後伊賀方面で戦闘はなかった。小隅のその後の行動、乱後の処遇は不明である。
なお、苗字や名前の類似性などから、『尊卑分脈』に見える藤原不比等の乳父・田辺史大隅との血縁関係が指摘されている。